# Кірісіма (Каґосіма)

Кіріші́ма (яп. 霧島市, きりしまし, МФА: [kʲiɾʲiɕima ɕi̥]?) — місто в Японії, в префектурі Каґошіма. Розташоване в північній частині префектури, на північному узбережжі Каґосімської затоки Східно-Китайського моря.   Виникло на основі стародавнього адміністративного центру Осумі. Отримало статус міста 2005 року. Площа становить 603,68 км². Станом на 1 липня 2012 року населення складало 127 428  осіб, густота населення — 211 осіб/км².  Основою економіки є сільське господарство, вирощування листового тютюну, відомого ще з 1606 року, тваринництво, високі технології Sony та Kyocera. Традиційні ремесла — виробництво бамбукового і олов'яного посуду.  

## Географія
Кірісіма лежить на північному узбережжі Каґосімської затоки Східно-Китайського моря. На півночі і сході міста пролягають гірські масиви Кірісіма і Такакума. Басейни річок Кірісіма, Кенко та Аморі, що впадають у затоку, утворюють широку долину на півдні. Через Кірішіму проходить кюсюський автотранспортний шлях. У місті є Каґосімський аеропорт.

## Історія
У стародавні часи Кірісіма була адміністративним центром провінції Осумі. Тут містилися провінційний буддистський монастир Кокубундзі і синтоїстське Святилище Кірісіма. Є багато легенд, пов'язаних зі сходженням з Небес «божественних нащадків», першопредків Імператорського дому Японії.
Засноване 7 листопада 2005 року шляхом злиття таких населених пунктів:
- міста Кокубу
- містечка Мідзобе повіту Айра (姶良郡溝辺町)
- містечка Йокоґава (横川町)
- містечка Макідзоно (牧園町)
- містечка Хаято (隼人町)
- містечка Фукуяма (福山町)